# Грін-Веллі (Південна Дакота)
Грін-Веллі (англ. Green Valley) — переписна місцевість (CDP) в США, в окрузі Пеннінґтон штату Південна Дакота. Населення — 1051 особа (2020).

## Географія
Грін-Веллі розташований за координатами 44°2′20″ пн. ш. 103°6′42″ зх. д. / 44.03889° пн. ш. 103.11167° зх. д. (44.038977, -103.111614).  За даними Бюро перепису населення США в 2010 році переписна місцевість мала площу 9,93 км², уся площа — суходіл.

## Демографія
Згідно з переписом 2010 року, у переписній місцевості мешкало 928 осіб у 375 домогосподарствах у складі 255 родин. Густота населення становила 93 особи/км².  Було 389 помешкань (39/км²).
Расовий склад населення:
| - 90,9 % — білих - 4,0 % — корінних американців - 0,6 % — азіатів - 0,2 % — чорних або афроамериканців |

До двох чи більше рас належало 4,0 %. Частка іспаномовних становила 3,1 % від усіх жителів.
За віковим діапазоном населення розподілялося таким чином: 24,4 % — особи молодші 18 років, 61,6 % — особи у віці 18—64 років, 14,0 % — особи у віці 65 років та старші. Медіана віку мешканця становила 40,0 року. На 100 осіб жіночої статі у переписній місцевості припадало 107,6 чоловіків;  на 100 жінок у віці від 18 років та старших — 103,5 чоловіків також старших 18 років.
Середній дохід на одне домашнє господарство  становив 45 302 долари США (медіана — 43 462), а середній дохід на одну сім'ю — 54 835 доларів (медіана — 44 231). Медіана доходів становила 27 500 доларів для чоловіків та 26 630 доларів для жінок. За межею бідності перебувало 2,8 % осіб, у тому числі 0,0 % дітей у віці до 18 років та 0,0 % осіб у віці 65 років та старших.
Цивільне працевлаштоване населення становило 346 осіб. Основні галузі зайнятості: освіта, охорона здоров'я та соціальна допомога — 21,1 %, науковці, спеціалісти, менеджери — 18,2 %, виробництво — 15,9 %, роздрібна торгівля — 15,0 %.